# پوژه
پوژه (فرانسوی: Pouget‎) دوچرخه‌سوار اهل فرانسه بود. وی در بازی‌های المپیک تابستانی ۱۹۰۰ شرکت کرده است.